# Grande Prêmio do Brasil de 2006
Resultados do Grande Prêmio do Brasil de Fórmula 1 realizado em Interlagos em 22 de outubro de 2006. Décima oitava e última etapa do campeonato, foi vencido pelo brasileiro Felipe Massa, da Ferrari, com Fernando Alonso em segundo pela Renault e Jenson Button em terceiro pela Honda.
Num dia marcado pela aposentadoria de Michael Schumacher, além do bicampeonato de Fernando Alonso entre os pilotos (o mais jovem da categoria até então) e da Renault entre os construtores, Felipe Massa tornou-se o primeiro brasileiro a vencer em seu país desde Ayrton Senna em 1993.

## Resumo
- O piloto brasileiro Felipe Massa venceu o GP Brasil de 2006 praticamente de ponta a ponta e assinalou a 90ª vitória do país na categoria.
- Em segundo lugar ficou o espanhol Fernando Alonso, que garantiu o título da temporada.
- Na terceira posição ficou o inglês Jenson Button, que, largando no meio do grid, superou seu companheiro de equipe Rubens Barrichello, o qual largou em quinto e terminou na sétima posição.
- Na tentativa de evitar o título consecutivo de Alonso, o alemão Michael Schumacher precisava vencer a prova e esperar que Alonso não fizesse nenhum ponto. Largando na 10ª posição, Michael Schumacher pulou para quinto lugar em poucas voltas, mas acabou furando o pneu quando ultrapassou o italiano Giancarlo Fisichella, e a parada nos boxes o colocou na última posição. Após uma série de ultrapassagens, inclusive sobre Kimi Raikkonen nas voltas finais, terminou a prova na quarta colocação, marcou a melhor volta da corrida e se despediu da Fórmula 1.
- O resultado garantiu também o título de construtores para a escuderia Renault e a despedida de Alonso que na próxima temporada correria pela McLaren e retornaria em 2008 para equipe.
- Último título de Fernando Alonso na categoria.

## Pilotos de sexta-feira
| Construtor          | N° | Piloto              |
| ------------------- | -- | ------------------- |
| Williams-Cosworth   | 35 | Alexander Wurz      |
| Honda               | 36 | Anthony Davidson    |
| Red Bull-Ferrari    | 37 | Michael Ammermüller |
| BMW Sauber          | 38 | Sebastian Vettel    |
| Midland-Toyota      | 39 | Ernesto Viso        |
| Toro Rosso-Cosworth | 40 | Neel Jani           |
| Super Aguri-Honda   | 41 | Franck Montagny     |

## Classificação da prova

### Treinos classificatórios
| Pos.   | Nº | Piloto               | Equipe                | Q1        | Q2       | Q3        | Grid |
| ------ | -- | -------------------- | --------------------- | --------- | -------- | --------- | ---- |
| 1      | 6  | Felipe Massa         | Ferrari               | 1:10.643  | 1:10.775 | 1:10.680  | 1    |
| 2      | 3  | Kimi Räikkönen       | McLaren-Mercedes      | 1:12.035  | 1:11.386 | 1:11.299  | 2    |
| 3      | 8  | Jarno Trulli         | Toyota                | 1:11.885  | 1:11.343 | 1:11.328  | 3    |
| 4      | 1  | Fernando Alonso      | Renault               | 1:11.791  | 1:11.148 | 1:11.567  | 4    |
| 5      | 11 | Rubens Barrichello   | Honda                 | 1:12.017  | 1:11.578 | 1:11.619  | 5    |
| 6      | 2  | Giancarlo Fisichella | Renault               | 1:12.042  | 1:11.461 | 1:11.629  | 6    |
| 7      | 7  | Ralf Schumacher      | Toyota                | 1:11.713  | 1:11.550 | 1:11.695  | 7    |
| 8      | 16 | Nick Heidfeld        | BMW Sauber            | 1:12.307  | 1:11.648 | 1:11.882  | 8    |
| 9      | 17 | Robert Kubica        | BMW Sauber            | 1:12.040  | 1:11.589 | 1:12.131  | 9    |
| 10     | 5  | Michael Schumacher   | Ferrari               | 1:11.565  | 1:10.313 | Sem tempo | 10   |
| 11     | 9  | Mark Webber          | Williams-Cosworth     | 1:11.973  | 1:11.650 |           | 11   |
| 12     | 4  | Pedro de la Rosa     | McLaren-Mercedes      | 1:11.825  | 1:11.658 |           | 12   |
| 13     | 10 | Nico Rosberg         | Williams-Cosworth     | 1:11.974  | 1:11.679 |           | 13   |
| 14     | 12 | Jenson Button        | Honda                 | 1:12.085  | 1:11.742 |           | 14   |
| 15     | 15 | Robert Doornbos      | Red Bull-Ferrari      | 1:12.530  | 1:12.591 |           | 22   |
| 16     | 20 | Vitantonio Liuzzi    | Toro Rosso-Cosworth   | 1:12.855  | 1:12.861 |           | 15   |
| 17     | 21 | Scott Speed          | Toro Rosso-Cosworth   | 1:12.856  |          |           | 16   |
| 18     | 19 | Christijan Albers    | Spyker Midland-Toyota | 1:13.138  |          |           | 17   |
| 19     | 14 | David Coulthard      | Red Bull-Ferrari      | 1:13.249  |          |           | 18   |
| 20     | 22 | Takuma Sato          | Super Aguri-Honda     | 1:13.269  |          |           | 19   |
| 21     | 23 | Sakon Yamamoto       | Super Aguri-Honda     | 1:13.357  |          |           | 20   |
| 22     | 18 | Tiago Monteiro       | Spyker Midland-Toyota | Sem tempo |          |           | 21   |
| Fonte: |    |                      |                       |           |          |           |      |

### Corrida
| Pos.   | Nº | Piloto               | Construtor          | Voltas | Tempo/Diferença  | Grid | Pontos |
| ------ | -- | -------------------- | ------------------- | ------ | ---------------- | ---- | ------ |
| 1      | 6  | Felipe Massa         | Ferrari             | 71     | 1:31:53.751      | 1    | 10     |
| 2      | 1  | Fernando Alonso      | Renault             | 71     | + 18.658         | 4    | 8      |
| 3      | 12 | Jenson Button        | Honda               | 71     | + 19.394         | 14   | 6      |
| 4      | 5  | Michael Schumacher   | Ferrari             | 71     | + 24.094         | 10   | 5      |
| 5      | 3  | Kimi Räikkönen       | McLaren-Mercedes    | 71     | + 28.503         | 2    | 4      |
| 6      | 2  | Giancarlo Fisichella | Renault             | 71     | + 30.287         | 6    | 3      |
| 7      | 11 | Rubens Barrichello   | Honda               | 71     | + 40.294         | 5    | 2      |
| 8      | 4  | Pedro de la Rosa     | McLaren-Mercedes    | 71     | + 52.068         | 12   | 1      |
| 9      | 17 | Robert Kubica        | BMW Sauber          | 71     | + 1:07.642       | 9    |        |
| 10     | 22 | Takuma Sato          | Super Aguri-Honda   | 70     | + 1 volta        | 19   |        |
| 11     | 21 | Scott Speed          | Toro Rosso-Cosworth | 70     | + 1 volta        | 16   |        |
| 12     | 15 | Robert Doornbos      | Red Bull-Ferrari    | 70     | + 1 volta        | 22   |        |
| 13     | 20 | Vitantonio Liuzzi    | Toro Rosso-Cosworth | 70     | + 1 volta        | 15   |        |
| 14     | 19 | Christijan Albers    | Midland-Toyota      | 70     | + 1 volta        | 17   |        |
| 15     | 18 | Tiago Monteiro       | Midland-Toyota      | 69     | + 2 voltas       | 21   |        |
| 16     | 23 | Sakon Yamamoto       | Super Aguri-Honda   | 69     | + 2 voltas       | 20   |        |
| 17     | 16 | Nick Heidfeld        | BMW Sauber          | 63     | Acidente         | 8    |        |
| Ret    | 14 | David Coulthard      | Red Bull-Ferrari    | 14     | Câmbio           | 18   |        |
| Ret    | 8  | Jarno Trulli         | Toyota              | 10     | Suspensão        | 3    |        |
| Ret    | 7  | Ralf Schumacher      | Toyota              | 9      | Suspensão        | 7    |        |
| Ret    | 9  | Mark Webber          | Williams-Cosworth   | 1      | Danos de colisão | 11   |        |
| Ret    | 10 | Nico Rosberg         | Williams-Cosworth   | 0      | Acidente         | 13   |        |
| Fonte: |    |                      |                     |        |                  |      |        |

## Registros
- Commons

- Antes da corrida, Michael Schumacher recebeu um troféu do ex-jogador Pelé.
- Fernando Alonso tornou-se o piloto mais jovem a conquistar o bicampeonato na Fórmula 1 e o oitavo na história.
- Esta foi a 23ª vez na história que o último GP da temporada decidiu o título.
- Última corrida da equipe Williams com motores Cosworth. A fábrica voltaria a fornecer seus motores à categoria em 2010.
- Última corrida da Michelin como fornecedora de pneus na F-1.
- Último pódio de Jenson Button até o Grande Prémio da Austrália de 2009. Também foi o último pódio dele na Honda.
- Última corrida de Mark Webber na Williams. Ele disputaria mais sete temporadas com a Red Bull Racing entre 2007 e 2013.
- Última corrida de Pedro de la Rosa pela McLaren. Até 2011, permaneceu na escuderia como piloto de testes (fora as corridas disputadas com a Sauber e com a Hispania.)
- Última corrida de Robert Doornbos, que correria na Champ Car no ano seguinte.
- Última corrida de Tiago Monteiro e da equipe MF1 Racing, vendida à Spyker Cars ainda em 2006.
- Última corrida de Michael Schumacher pela Ferrari. Em 2010 ele voltou pela Mercedes, aposentando-se em definitivo dois anos depois.

## Tabela do campeonato após a corrida
| Pos.   | Piloto               | Pontos |
| ------ | -------------------- | ------ |
| 1      | Fernando Alonso      | 134    |
| 2      | Michael Schumacher   | 121    |
| 3      | Felipe Massa         | 80     |
| 4      | Giancarlo Fisichella | 72     |
| 5      | Kimi Räikkönen       | 65     |
| Fonte: |                      |        |

| Pos.   | Construtor       | Pontos |
| ------ | ---------------- | ------ |
| 1      | Renault          | 206    |
| 2      | Ferrari          | 201    |
| 3      | McLaren-Mercedes | 110    |
| 4      | Honda            | 86     |
| 5      | BMW Sauber       | 36     |
| Fonte: |                  |        |

- Nota: Somente as primeiras cinco posições estão listadas e os campeões da temporada surgem grafados em negrito.